# Діасії
Діасії, або Діасія (грец. Διάσια) — давньогрецьке аттичне свято на честь Зевса Умилостивителя (грец. Μειλίχιος) або Очистителя, святкувався 23 числа місяця Антесферіона — в День гніву богів.
Фукідід, розповідаючи про змову Кілона, оповідав, що Діасії були в Афінах найбільшим святом, під час якого весь народ здійснював жертвоприношення за містом, причому багато хто жертвував не тварин, а місцеві жертовні предмети. За поясненням схоліаста, ці жертовні предмети являли собою печиво у формі різних тварин. Це пояснюється тим, що для примирення грізного божества кожен афінянин вважав обов'язком приносити жертву, а тим часом бідняки не могли або шкодували жертвувати тварин для спалення на вівтарі і тому їх заміняли печивом у формі тварин на основі відомого принципу древніх: лат. in sacris simulata pro veris accipiuntur. Жертви приносились на березі річки Іліссос поблизу Храму Зевса.
В день Діасій Кілон за порадою Дельфійського оракула взяв в облогу Афінський акрополь.